# إسماعيل بن عبد الله
إسماعيل بن مولاي عبد الله بن محمد الخامس ( ولقبه الأميري مولاي إسماعيل)، أمير علوي من الأسرة المالكة في المغرب، وُلِدَ يوم الخميس (3 رجب 1401 هـ / 7 مايو 1981م)، هو حفيد الملك محمد الخامس أول ملوك المملكة المغربية بعد الاستقلال عن فرنسا، والده الأمير مولاي عبد الله الذي شغل منصب الممثل الشخصي للملك الحسن الثاني، ووالدته هي لالة لمياء الصلح ابنة رياض الصلح، أول رئيس وزراء للبنان. للأمير إسماعيل بن عبد الله أخ وحيد أكبر منه هو الأمير هشام بن عبد الله، وابن خالة الأمير هو رجل الأعمال السعودي الوليد بن طلال.

## نسبه
إسماعيل بن مولاي عبد الله بن محمد الخامس بن يوسف بن الحسن بن محمد بن عبد الرحمن بن هشام بن محمد بن مولاي عبد الله بن مولاي إسماعيل بن الشريف بن علي العلوي.

## نشأته وتعليمه
تلقى الأمير إسماعيل تعليمه في المدرسة المولوية في الرباط، ثم التحق بأكاديمية ساندهيرست العسكرية الملكية في لندن، وواصل تعليمه في مجال إدارة الأعمال في جامعة الأخوين بإفران، الأمير إسماعيل شخصية مقربة من ابن عمه الملك محمد السادس ويرافقه في أنشطته الرسمية.

## حياته المهنية
يمتلك الأمير إسماعيل بن عبد الله شركة ثيورا القابضة، التي تمتلك حصة بلغت حوالي 35 بالمائة من كيا المغرب التي كانت وكيلًا حصريًا لسيارات كيا في المغرب، ولكنها لم تعد موجودة الآن، ويمتلك أيضًا بالشراكة مع آخرين عددًا من امتيازات المطاعم والعلامات التجارية مثل بيتزا ديل وشركة آرتي التابعة لمجموعة لو داف.

## حياته الأسرية
تزوج الأمير إسماعيل بن عبد الله في 25 سبتمبر 2009 من أنيسة ليمكول التي تنحدر من عائلة ألمانية الأصل، فهي ابنة عمر ليمكول الذي شغل منصب الملحق العسكري في السفارة الألمانية بالمغرب وزوجته أمينة، وقد اعتنقت أنيسة مع والديها الإسلام أثناء إقامة الأسرة في المغرب. وفي 17 يونيو 2010 أنجب الأمير إسماعيل بن عبد الله وزوجته أنيسة مولودهما الأول عبد الله، ثُم أنجبا بعد ذلك ابنتهما عائشة في 9 أكتوبر 2011، وفي 23 نوفمبر 2013 أنجبا ابنتهما هالة، ثُم أنجبا آخر أبنائهما الباهية في 5 فبراير 2018.